# Camarão-rosa
O Camarão-rosa é um camarão marinho da família dos peneídeos, encontrado do Leste dos Estados Unidos ao Sul do Brasil. Tal espécie atinge cerca de 18 cm de comprimento e tem o corpo vermelho com pontos escuros. Também é conhecido pelos nomes de caboclo e vilafranca.
O nome científico da espécie é Farfantepenaeus subtilis (Pérez-Farfante, 1967), A espécie Farfantepenaeus brasiliensis  (Latreille, 1817) é conhecido popularmente como camarão-branco e são espécies diferentes de um mesmo gênero.
 O camarão Farfantepenaeus subtilis (Pérez-Farfante, 1967) ocorre no Atlântico Ocidental, tendo como limites de sua distribuição geográfica, o litoral de Cuba até no Brasil (estado do Rio de Janeiro), sendo mais facilmente encontrado desde águas rasas até 90 metros de profundidade. O recrutamento pesqueiro para ambos os sexos é do tipo bimodal, com picos em fevereiro e outubro. A frequência de indivíduos por intervalos de comprimento do cefalotórax demonstra que os machos habitam a área de pesca por menos tempo que as fêmeas.